# Kirby's Dream Course
Kirby's Dream Course, noto in Giappone come Kirby Bowl (カービィボウル?, Kābī Bōru), è un videogioco di minigolf uscito nel 1994 sviluppato da HAL Laboratory e Nintendo EAD e pubblicato da Nintendo per il Super Nintendo Entertainment System (SNES). Spin-off della serie Kirby e il primo realizzato per SNES. I giocatori controllano il personaggio Kirby attraverso una serie di percorsi lanciandolo verso il buco della porta collocato all'estremità. Kirby può colpire i nemici per raccogliere potenziamenti che gli conferiscono abilità uniche, che gli permettono per esempio di distruggere determinati ostacoli o di volare intorno al livello.
HAL Laboratory ha originariamente progettato Dream Course come un gioco autonomo chiamato Special Tee Shot. Sebbene sia stato presentato in anteprima su diverse riviste e presente sulla confezione della console, HAL sostituì i personaggi originali del gioco con quelli della serie Kirby in virtù della sua popolarità sul Game Boy. Special Tee Shot è stato successivamente realizzato per la periferica Satellaview in Giappone. Dream Course ha ricevuto recensioni favorevoli, sia all'uscita che in retrospettiva, per il suo design unico. Alcuni hanno però criticato il suo alto livello di difficoltà e i controlli. È stato in seguito ripubblicato tramite per la Virtual Console di Wii e Wii U e la Super NES Classic Edition. Un sequel per il Nintendo 64 era in fase di sviluppo, ma successivamente cancellato.

## Modalità di gioco
Kirby's Dream Course è in prospettiva isometrica, simile a giochi come Marble Madness (1984). La sua trama coinvolge il nemico di Kirby, King Dedede che ruba tutte le stelle nel cielo notturno.  L'obiettivo di Kirby è fermare Dedede e riportare le stelle al cielo.
I giocatori manovrano Kirby intorno a un campo da golf in miniatura deviandolo verso un'area specifica del campo di gioco. I giocatori devono impostare la potenza, l'angolo e la rotazione per colpire i vari nemici presenti nei livelli. Quando rimane un solo nemico, esso si trasforma nella buca della porta. Kirby può urtare i nemici per sbloccare un potere speciale, che può essere utilizzato per completare i percorsi in un periodo di tempo più breve. Tali abilità permettono a Kirby di trasformarsi in un tornado, in una palla scintillante in grado di distruggere alcuni ostacoli o un UFO che consente al personaggio di fluttuare e muoversi a piacimento per un breve periodo.
Il gioco dispone di otto percorsi per giocatore singolo, con otto buche ciascuno. Il completamento dei livelli permette di ottenere delle medaglie, che possono essere utilizzate per sbloccare funzionalità extra come versioni alternative dei livelli stessi. Il tipo di medaglia assegnata si basa sulle prestazioni del giocatore.

## Sviluppo
Kirby's Dream Course è stato sviluppato da HAL Laboratory e Nintendo EAD e pubblicato da Nintendo per il Super Nintendo Entertainment System (SNES). HAL aveva originariamente progettato il gioco come un titolo autonomo chiamato Special Tee Shot nel 1992, che presentava personaggi e caratteristiche originali. Sebbene avesse ricevuto diverse anteprime da varie riviste e fosse presente in modo ben visibile sulla confezione della console, la società accantonò il progetto in seguito al successo della sua serie Kirby sul Game Boy. HAL pertanto rielaborò Special Tee Shot in un gioco di Kirby sostituendo molti dei personaggi originali con quelli della serie e implementando diverse meccaniche per adattarlo all'universo di Kirby, come il sistema di potenziamento.
Kirby's Dream Course  venne pubblicato in Giappone il 21 settembre 1994, come Kirby Bowl . Venne reso disponibile in Nord America il 1º febbraio 1995 e in Europa successivamente nel corso dell'anno. Special Tee Shot fu successivamente ripubblicato nel 1996 per Satellaview, una periferica per il Super Famicom che riproduceva i giochi tramite trasmissioni satellitari. Dream Course venne ripubblicato digitalmente per la Virtual Console di Wii nel 2007 e per la Wii U Virtual Console in Giappone nel 2013.  È uno dei trenta giochi inclusi nella miniconsole Nintendo Classic Mini: Super Nintendo Entertainment System.

## Accoglienza
| Testata                  | Giudizio |
| ------------------------ | -------- |
| GameRankings (media al)  | 77%      |
| Computer and Video Games | 4/5      |
| GamePro                  | 4,5/5    |
| GameSpot                 | 7/10     |
| IGN                      | 7,5/10   |
| Nintendo Acción          | 88/100   |
| Next Generation          | 4/5      |
| Nintendo Life            | 8/10     |